# Corse di gruppo
Le corse di gruppo o pattern races sono quelle corse che, internazionalmente, sono utili alla selezione della razza dei cavalli purosangue. Sono le più importanti nella scala gerarchica delle corse di galoppo.
Infatti, solo i vincitori o i piazzati di pattern race possono entrare in allevamento e creare una discendenza.
È evidente che queste corse siano le più importanti di una stagione e quelle con maggior dotazione in termini monetari.
Le corse di gruppo si dividono in tre tipi: 
- Gruppo 1 o Graded 1 (Classiche ed altre corse di importanza internazionale)
- Gruppo 2 o Graded 2 (corse internazionali di secondo livello)
- Gruppo 3 o Graded 3 (corse internazionali di terzo livello)

Esse si possono svolgere su qualsiasi distanza e la differenza tra i vari tipi di gruppo sta sostanzialmente nel montepremi (tranne qualche rara eccezione).
Ciò che caratterizza le corse di gruppo è il peso assegnato al cavallo: a parità di sesso e di età, i cavalli portano in sella il medesimo peso. In caso di corse che vedono nelle gabbie di partenza sia maschi che femmine di differente età ci saranno degli scarichi a scalare.
Prendiamo come esempio uno dei gruppi 1 più importanti al mondo: l'Arc de Triomphe. Si svolge sempre nella prima domenica di ottobre, nell'ippodromo di Longchamp nei pressi di Parigi. Data la collocazione temporale, vi partecipano sia i cavalli anziani (4+ anni) sia i 3 anni (che ad ottobre ormai sono da considerarsi "quasi anziani"). Un cavallo di 4 anni maschio correrà con 59,5 kg, mentre un cavallo di 3 ne porterà 56. Per le femmine è previsto un discarico di 1,5 kg (quindi le anziane 57 e le 3 anni 54,5 kg).
In Europa le corse di gruppo 1 più importanti (riservate ai cavalli di 3 anni) sono i vari derby che si svolgono in determinati paesi. Sicuramente quello di maggior prestigio e spessore tecnico è il derby inglese, che si svolge sulla prestigiosa pista di Epsom nel primo sabato del mese di giugno. A seguire ci sono il derby francese e il derby irlandese, con quello tedesco e italiano che sono un gradino sotto. Per cavalli anziani, invece, il sopracitato Arc de Triomphe e la "corsa dei diamanti" ovvero le King George and Queen Elizabeth Diamond Stakes che si svolgono a fine luglio presso l'ippodromo reale di Ascot, in Inghilterra. Quasi tutte queste corse citate si disputano sulla distanza classica del miglio e mezzo, ovvero 2400 m (il derby francese si corre sui 2100 m della pista di Chantilly).
Negli Stati Uniti meritano una citazione le 3 prove riservate ai 3 anni della cosiddetta Triple Crown (Triplice Corona). Esse sono, in ordine temporale di svolgimento: Kentucky Derby (2000 m a Churchill Down nel Kentucky), Preakness Stakes (1900 m al Pimlico Race Course nel Maryland) e Belmont Stakes (2400 m a Belmont Park, New York).
Sempre negli Stati Uniti, è da menzionare la giornata della Breeders Cup, che si svolge solitamente in ottobre in uno dei numerosi ippodromi americani. In questa giornata si svolgono ben otto corse tutte di gruppo 1 con un premio al vincitore che va da un minimo di un milione di dollari a un massimo di quattro. In questo caso le otto corse si differenziano tra di loro per fondo della pista (alcune corse sono disputate sulla pista in sabbia altre sulla pista in erba), per la distanza da ricoprire, per l'età e il sesso dei cavalli che vi partecipano. Le corse di solito sono le seguenti:
Juvenile (maschi, due anni, pista sabbia, 1700 m), Juvenile Fillies (femmine, due anni, pista sabbia, 1700 m), Sprint (anziani, pista sabbia, 1200 m), Mile (anziani, pista erba, 1600 m), Distaff (anziani, pista sabbia, 1800 m), Classic (anziani, pista sabbia, 2000 m, la prova più prestigiosa e ricca), Royal Mares (femmine 3+ anni, pista erba, 2200 m) e Turf (anziani, pista erba 2400 m). 
Una giornata fantastica di corse, dove accorrono anche partecipanti europei.
Infine per concludere, bisogna anche ricordare le corse asiatiche ovvero la Dubai World Cup (la corsa più ricca del mondo), che si svolge a marzo nell'eccezionale impianto di Nad Al Sheba, ippodromo della famiglia Al Maktoum, la Japan Cup, la Singapore Cup, l'Hong Kong Cup ecc.